# Rhaphidorrhynchium rueckeri
Rhaphidorrhynchium rueckeri är en bladmossart som beskrevs av Brotherus 1925. Rhaphidorrhynchium rueckeri ingår i släktet Rhaphidorrhynchium och familjen Sematophyllaceae. Inga underarter finns listade i Catalogue of Life.